# Kiper
Kiper je tovornjak, ki se uporablja za prevoz razsutega tovora, kot npr. pesek, kamenje ali zemlja. Kiperji so opremljeni s sistemom (hidravličnim batom), ki omogoča lahko odlaganje tovora. V dnevnih kopih se uporablja velike dumper tovornjake, ki imajo kapaciteto do 450 ton tovora.

### Proizvajalci kiperjev
- Ashok Leyland
- Asia MotorWorks
- BelAZ
- BEML
- Case CE
- Caterpillar Inc.
- Euclid Trucks
- Hitachi Construction Machinery
- Hitachi Construction Machinery (Europe)
- John Deere
- Kenworth
- Komatsu
- KrAZ
- Leader Trucks
- Liebherr Group
- Mack Trucks
- Mahindra Trucks & Buses Ltd.
- MAN
- Daimler AG
- International
- New Holland
- Peterbilt
- Scania AB
- ST Kinetics
- Tata
- Tata Daewoo
- Tatra (company)
- Terex Corporation
- Volvo Trucks
- Volvo Construction Equipment
- Volvo Eicher Commercial Vehicles